# Bertha Orduña
María Bertha Orduña (Ciudad de México, 29 de septiembre de 1954) es una futbolista y entrenadora física mexicana fue parte de la primera Selección femenina de fútbol de México finalista de un mundial femenil. Participó en la primera Copa Mundial Femenina de Fútbol realizada en el mundo y la segunda que se realizó en 1971 en Ciudad de México, misma en la que resultó subcampeona.

## Trayectoria
Orduña fue parte de la selección femenina de fútbol de México que participó en la primera Copa Mundial Femenina de Futbol celebrada en Italia, un campeonato internacional que no fue reconocido por la Federación Internacional de Fútbol Asociación (FIFA), debido al rechazo machista y misógino expresado de manera tácita por las federaciones de futbol del mundo, y explícito como la de Paraguay y de un país asiático no mencionado que expresó a la FIFA "Dios nos libre de ellas". Al no contar con apoyo de ninguna federación o del gobierno de México como los seleccionados varoniles, Bertha fue apoyada por su familia para poder viajar a Italia con el seleccionado mexicano, justa deportiva en la que México obtuvo tercer lugar.
Para la segunda Copa Mundial Femenina de Futbol, Bertha jugó como defensa y portó la camiseta número 3 en el Tri Femenil de 1971 que jugó contra las selecciones Argentina, Inglaterra, Dinamarca e Italia. Dicho seleccionado ganó el subcampeonato al perder 3-0 en la final ante la selección de Dinamarca, el 15 de agosto de 1971. Pese a la falta de cobertura mediática y al sesgo misógino en la misma, los partidos se realizaron con llenos totales. Bertha recuerda que en la final en el Estadio Azteca, antes de saltar a la cancha, el recinto retumbaba de júbilo.
Pese al subcampeonato ganado por México, el seleccionado mexicano femenil no obtuvo apoyo de la FEMEXFUT disolviéndose el seleccionado en 1975. Bertha jugó en ligas amateur de la Ciudad de México, en los equipos Ciudad Reynosa de la delegación Azcapotzalco y en Ciudad Satélite.